# John Robinson (actor estadounidense)
John Robinson (Portland, Oregón; 25 de octubre de 1985) es un actor estadounidense. Entre sus papeles se encuentra el de John McFarland en Elephant (2003) de Gus Van Sant, película que ganó la Palma de Oro del Festival de Cannes. Asimismo, ha trabajado en largometrajes como Lords of Dogtown (2005), Transformers (2007) y Big Sur (2013).

## Biografía
Robinson nació el 25 de octubre de 1985 en Portland. Fue descubierto por el director Gus Van Sant, con quien trabajó en 2003 en la película Elephant, donde tuvo el rol protagónico. Dos años después, apareció en The Heart Is Deceitful Above All Things y en Lords of Dogtown; en esta última interpretó al skater Stacy Peralta. En 2006, actuó en la película de David Von Ancken Seraphim Falls, en el rol de «Kid». En 2007, trabajó en dos largometrajes: Transformers y Remember the Daze.
En 2008, integró el reparto de la película Wendy and Lucy, dirigida por Kelly Reichardt. Cuatro años después, interpretó al surfista Wayne en 186 Dollars to Freedom, de Camilo Vila. En 2013, trabajó en Big Sur. Ese mismo año, consiguió un papel en la película independiente Room 105, que se estrenó en 2016. Un año después, actuó en Boys of Abu Ghraib, Something Wicked, estrenada el 4 abril, y en la comedia She's Funny That Way, donde no figura en los créditos. En 2015, trabajó en There Is a New World Somewhere. En 2016, apareció en el thriller psicológico Intruder. También actuó en la comedia dramática Avenues, dirigida y escrita por Michael Angarano.

## Filmografía

### Cine
| Año  | Título original                         | Papel          |
| ---- | --------------------------------------- | -------------- |
| 2003 | Elephant                                | John McFarland |
| 2004 | The Heart Is Deceitful Above All Things | Aaron          |
| 2005 | Lords of Dogtown                        | Stacy Peralta  |
| 2006 | Seraphim Falls                          | «Kid»          |
| 2007 | Transformers                            | Miles          |
| 2007 | Remember the Daze                       | Bailey         |
| 2008 | Wendy and Lucy                          | Andy           |
| 2012 | 186 Dollars to Freedom                  | Wayne          |
| 2013 | Big Sur                                 | Paul Smith     |
| 2014 | Boys of Abu Ghraib                      | Ryan           |
| 2014 | Something Wicked                        | James          |
| 2014 | She's Funny That Way                    | Andre          |
| 2015 | There Is a New World Somewhere          | Ethan          |
| 2016 | Intruder                                | John           |
| 2016 | Room 105                                | Mike           |
| 2017 | Avenues                                 | Richard        |
| 2018 | the amityville murders                  | Butch DeFeo    |

### Televisión
| Año  | Título original | Papel |
| ---- | --------------- | ----- |
| 2014 | Looking         | Liam  |